# Passaporto azero
Il passaporto azero (Azərbaycan pasportu) è un documento di identità, rilasciato ai cittadini dell'Repubblica dell'Azerbaigian, per effettuare viaggi all'estero. Tale documento ha una validità di dieci anni.
Introdotto dal 1º settembre 2013 in conformità con il decreto del Presidente dell'Azerbaigian del 17 luglio 2012. Passaporto è biometrico. I dati biometrici di un cittadino sono registrati in un chip RFID, cucito nella pagina di identificazione del passaporto biometrico. Il passaporto ha 50 pagine interne, per visti e sigilli speciali. I dati del cittadino sono scritti in lingua azera e in lingua inglese. Il passaporto generale è rilasciato dal Ministero degli affari interni dell'Azerbaigian e dal servizio "ASAN".
I passaporti di servizio e diplomatici sono rilasciati dal Dipartimento consolare del Ministero degli affari esteri dell'Azerbaigian. I passaporti regolari (non biometrici) rilasciati ai cittadini prima del 1º settembre 2013 saranno validi assieme ai passaporti biometrici prima della scadenza del passaporto valido (termine 1º settembre 2023).
A partire dal 1º gennaio 2018, i cittadini dell'Azerbaigian hanno un regime d'esenzione dal visto o visto all'arrivo in 63 stati e territori, classificando il passaporto dell'Azerbaigian 72º in termini di libertà di viaggio secondo l'indice Henley Passport.

## Aspetto fisico
Il passaporto regolare è di colore verde scuro, con la scritta "Republic of Azerbaijan" (in azero - Azərbaycan Respublikasi) e "Pasport" (in azero - Pasport) in azero e in inglese.
Il passaporto di servizio è di colore blu scuro, con la scritta "Republic of Azerbaijan" (in azero - Azərbaycan Respublikasi) e «Service Passport» (in azero - Xidməti Pasport) in azero e in inglese.
Il passaporto diplomatico è di colore rosso scuro, con la scritta "Republic of Azerbaijan" (in azero - Azərbaycan Respublikasi) e «Diplomatic Passport» (in azero Diplomatik Pasport) in azero e in inglese.

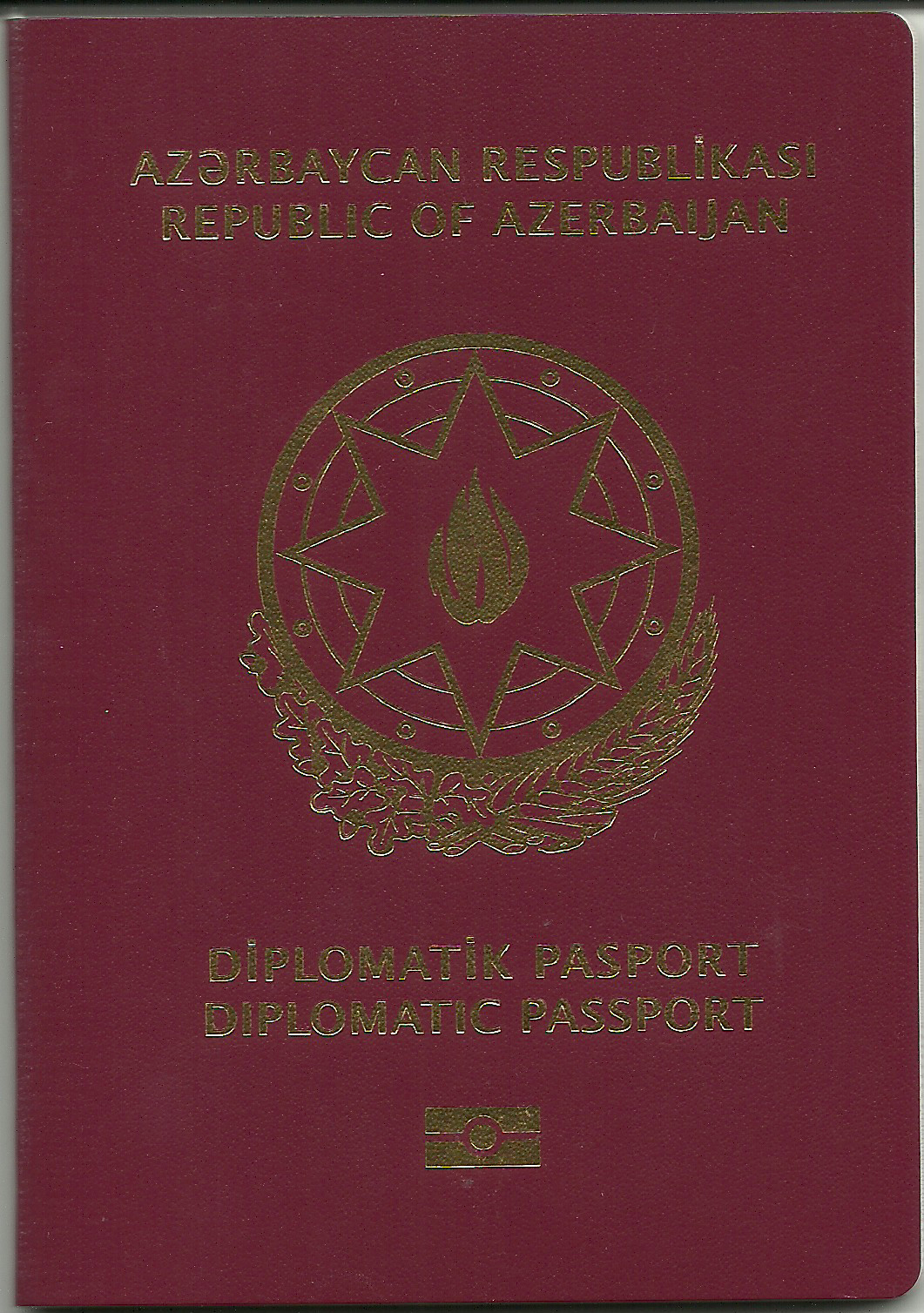
Passaporto diplomatico dell'Azerbaigian

Nel centro della copertina dei passaporti si trova lo stemma dorato, uno dei simboli dell'Azerbaigian. Il simbolo dei passaporti biometrici, che annuncia la presenza di un chip RFID all'interno del documento, si trova nella parte inferiore della copertina.
Passaporti sono fatti in azero e in inglese. La dimensione del passaporto è 88 × 125 mm, è composta da 4 pagine frontali e 50 pagine interne. La 50 ° pagina contiene il codice a barre corrispondente al numero del passaporto.
All'interno della copertina del passaporto di servizio e diplomatico è stato emesso un messaggio del Ministero degli Affari Esteri dell'Azerbaigian alle autorità competenti con una richiesta di assistenza al portatore di questo passaporto nei casi necessari in azero e in inglese.

## Processo di ottenimento
I tempi per la preparazione del passaporto, a seconda dell'importo della tassa statale, sono dieci (40 manat per adulti), cinque (80 manat per adulti) o uno (160 manat per adulti) giorni lavorativi.
La validità dei passaporti per i bambini di età inferiore a 1 anno è di un anno, per i bambini da 1 a 3 anni - fino a 3 anni, da 3 anni a 18 anni - per un periodo di cinque anni, e per le persone di età compresa tra 18 anni e più grandi- per dieci anni.

## Pagina di identità
Il passaporto biometrico dell'Azerbaigian include le seguenti informazioni:
- Foto in bianco e nero del proprietario
- Tipo (PC - passaporto regolare, PS - passaporto di servizio, PD - passaporto diplomatico)
- Codice dello Stato d'emissione (AZE)
- Numero di passaporto
- Cognome
- Nome
- Nazionalità (Azerbaigian)
- Data di nascita (Giorno/Mese/Anno)
- Sesso (M / F)
- Luogo di nascita
- Data di rilascio (Giorno/Mese/Anno)
- Numero personale (codice PIN universale a sette cifre di un cittadino)
- Data di scadenza (Giorno/Mese/Anno)
- Luogo di rilascio
- Firma del proprietario (solo per adulti)

La pagina delle informazioni del proprietario termina con un'area del codice MRZ a lettura ottica che inizia con:
- PCAZE (passaporto regolare)
- PSAZE (passaporto di servizio)
- PDAZE (passaporto diplomatico)

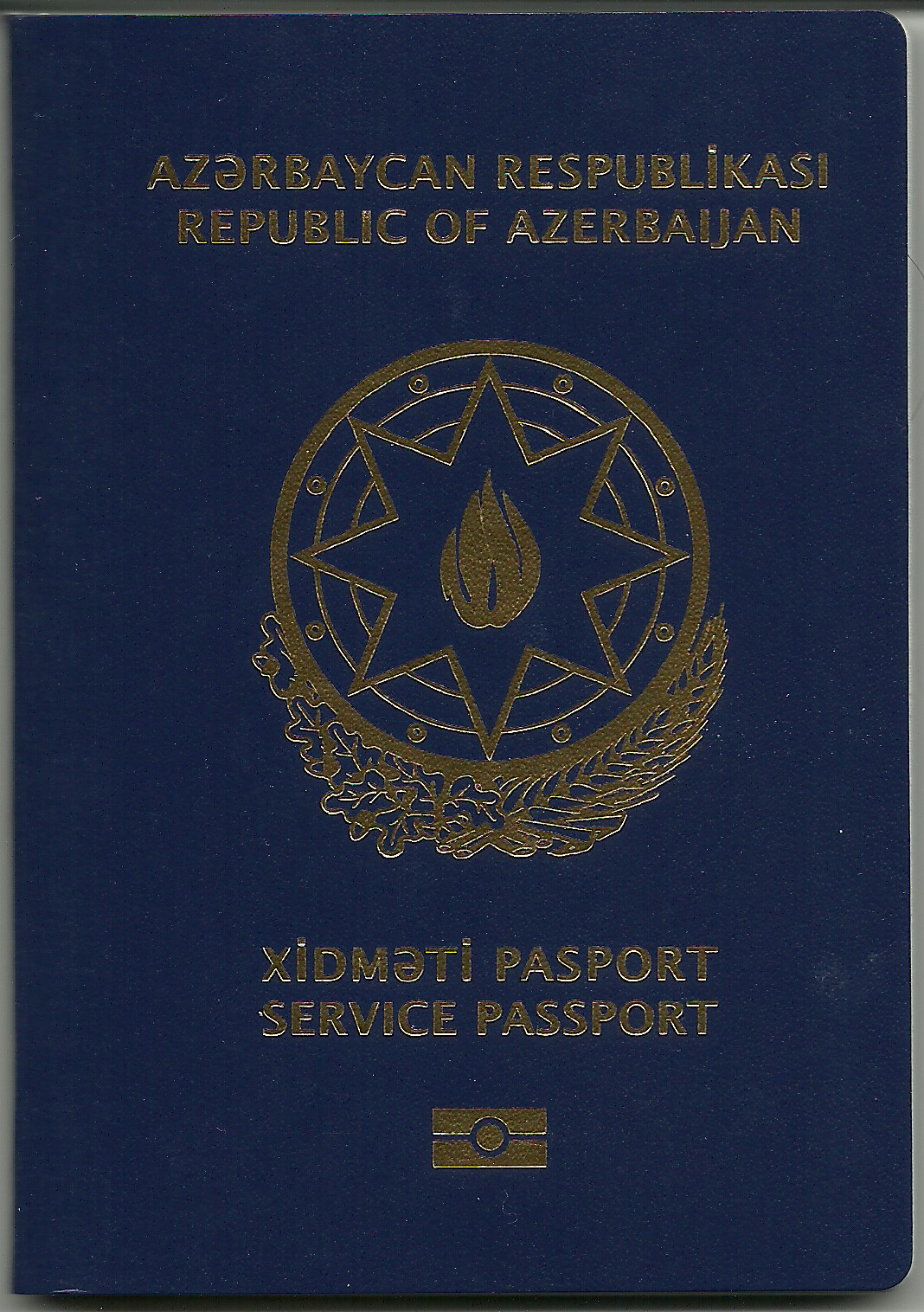
Passaporto di servizio dell'Azerbaijan

Il chip RFID contiene le stesse informazioni presenti sulla pagina di identificazione del passaporto biometrico, cosi come una fotografia biometrica a colori, i dati sulle impronte digitali del proprietario (solo adulti), l'immagine elettronica della firma del passaporto (solo per adulti) e il certificato elettronico dell'organizzazione emessa il passaporto. Il certificato elettronico risponde ai requisiti di İSO CC EAL 5+.